# Caradrina cretica
Caradrina cretica är en fjärilsart som beskrevs av Hans Reisser 1958. Caradrina cretica ingår i släktet Caradrina och familjen nattflyn. Inga underarter finns listade i Catalogue of Life.